# Juan de Marigny
Juan de Marigny († 26 de diciembre de 1350) fue un prelado francés de la Edad Media, hombre de estado y de guerra.

## La familia
Hijo del matrimonio Philippe Le Portier de Marigny señor de Ecouis y Ne de Villaine, fue hermano de Enguerrand de Marigny, a quien debió sus primeras sedes episcopales y hermano de Felipe de Marigny, arzobispo de Sens, que se distinguió por presidir el juicio de los Caballeros Templarios en tiempos de Felipe IV de Francia y que supuso la condena de 54 templarios bajo los cargos de herejía y reincidencia, siendo quemados vivos por haberse prestado a defender la Orden.

## Biografía
Juan de Marigny, obispo de Senlis, después de  Beauvais (1313-1347), y finalmente arzobispo de Rouen (1347-1350), fue uno de los comisionados enviados a Asia Menor con el almirante Jean II Chepoix para preparar una nueva ocupación de la Tierra Santa.
Durante el largo periodo en que estuvo a cargo de la diócesis de Beauvais, fue el maestro de obras de la reconstrucción de la catedral, que comenzó en el siglo XII, después del incendio que destruyó la primera catedral en 1247, y que llevó a término. Después de la caída de la nave el 28 de noviembre de 1284, el desaliento de los constructores era inmenso, ya que el colapso del monumento en construcción podría ser fatal para la obra. Juan de Marigny consiguió, después de tres décadas de detención de la obra, reiniciar la construcción, proporcionando las vidrieras para la construcción del coro de la catedral. Esto le permitió restablecer un plan de reconstrucción para integrar esta enorme porción del edificio. En 1347, cuando salió de Beauvais para convertirse en arzobispo de Rouen, los trabajos de integración de las vidrieras estaban prácticamente finalizados.
En 1321, Juan de Marigny restableció el culto de la santa Angadrême (†695), patrona de la ciudad de Beauvais, religiosa del siglo séptimo de la familia de los Condes de Boulogne, fundadora del monasterio de Oroëren en las proximidades de Beauvais y que dirigió durante treinta años, siendo posteriormente destruido durante las invasiones normandas en el año 851.
Juan de Marigny fue simultáneamente Canciller interino del rey Felipe VI de Valois en 1329, después de la muerte de Mathieu Ferrand, año en el que hizo suspender las pretensiones a la regencia de Francia por parte del rey de Inglaterra Eduardo III, par de Francia y sobrino segundo del rey. También fue "Garde des Sceaux" (Guardian de los sellos de Francia) título que se atribuía al canciller y que posteriormente los ostentaron los Ministros de Justicia de Francia.
El 24 de diciembre de 1332, Juan de Marigny se despidió del rey Felipe, habiéndose convertido en su principal consejero, para partir en peregrinación a Tierra Santa en compañía del rey de Bohemia, Juan de Luxemburgo y su ejército, saliendo en una expedición guerrera a Italia.
Juan de Marigny se convirtió en uno de los lugartenientes del rey en el sur de Francia en 1341 contra la invasión de los ingleses.  En 1342 funda cerca de Albi, en el actual departamento de Tarn, la ciudad amurallada de Beauvais-sur-Tescou, la cual no conoció el desarrollo previsto por él.
Durante la Guerra de los Cien Años, en el año 1346 reforzó la defensa de Beauvais, gesta que constituye su operación militar más importante. El 29 de enero de 1346, dirigió un mandamiento a los capitanes de los bosques reales del senescal de Toulouse, con una copia de la orden Real del 6 de diciembre de 1345, que exigía, bajo pena de privación de su cargo, llevar a Toulouse toda la madera necesaria para la defensa de la ciudad, procedente de los bosques de Fousseret, de Saint-Rome, o de cualquier otro.
En 1347 fue nombrado arzobispo de Rouen, como recompensa de la defensa de Beauvais, cargo del que disfrutó tres años hasta su fallecimiento el 26 de diciembre de 1350.

## Heráldica
Sus armas son: gules y dos franjas de oro.